# Need for Speed: Shift
A Need for Speed: Shift a 13. része az 1994 óta futó Need for Speed videójáték-sorozatnak. A játékot a Slightly Mad Studios és a EA Black Box együttműködve fejlesztette és az Electronic Arts adta ki. 2008 decemberében jelentették be a Need for Speed: Nitro és a Need for Speed: World mellett. A korábbi hagyományoktól eltérően a Shift eltér az árkád vonaltól és komolyabb hangsúlyt helyez a valósághűség felé hajló szimulációra és eltérő az is, hogy ezúttal versenypályákon kell a játékosnak helytállnia. AZ EA elmondása szerint a játékból az összes platformot tekintve több mint 4 millió példány kelt el, így a sikerek hatására 2011-ben érkezett a folytatás, a Shift 2: Unleashed.

## Foltozások és letölthető tartalmak
A játékhoz eddig 2 patch és 2 db DLC azaz letölthető tartalom érkezett. Az első foltozás LAN és teljes körű egér támogatást tartalmaz. A második patch egyben egy DLC is volt, amely hibajavításokat, teljesítményoptimalizálásokat, és a Team Racing Car csomag keretén belül öt új autót tartalmazott.
2010. február 16-án elérhetővé vált egy Xbox360 exkluzív Ferrari-s DLC, amely 10 db új autót és néhány új versenyt tartalmazott. Az ára 10 amerikai dollár, vagy 800 Microsoft pont.
2010. március 18-án érkezett egy Exotic Racing Series nevű konzol exkluzív (PS3, Xbox360) DLC is, ami néhány új autót, új versenyeket és pár pályát tartalmazott. Ára ennek is 10 amerikai dollár, vagy 800 Microsoft pont.